# Skrebatno
Skrebatno (bulgariska: Скребатно) är ett distrikt i Bulgarien.   Det ligger i kommunen Gărmen och regionen Blagoevgrad, i den sydvästra delen av landet, 120 km söder om huvudstaden Sofia. Antalet invånare är 280. Arean är 38 kvadratkilometer.
Terrängen i Skrebatno är lite bergig.
Trakten runt Skrebatno består till största delen av jordbruksmark. Runt Skrebatno är det ganska glesbefolkat, med 35 invånare per kvadratkilometer.